# Markéta Bádenská (1932–2013)
Princezna Markéta Bádenská (Margarete Alice Thyra Viktoria Marie Louise Scholastica; 14. července 1932 – 15. ledna 2013) byla jediná dcera Bertholda, markraběte z Bádenu, a princezny Teodory Řecké a Dánské. Byla nejstarší sestřenicí krále Karla III. a nejstarší neteří královny Alžběty II. a prince Philipa, vévody z Edinburghu.

## Mládí
Princezna Markéta se narodila 14. července 1932 v německém zámku Salem, kde vyrůstala. Její otec řídil společně s Kurtem Hahnem školu.
V roce 1948 se přestěhovala do Londýna, a vyškolila se jako zdravotní sestra v nemocnici Svatého Tomáše. V tomto období byla často viděna se svými sestřenicemi princeznou Kristýnou Hesenskou a princeznou Beatrix z Hohenlohe-Langenburgu. Princezna Beatrix byla krátce zasnoubena s bratrem princezny Margarity princem Maxmiliánem a princezna Kristýna se stala budoucí švagrovou princezny Margarity tím, že se provdala za prince Ondřeje Jugoslávského. V roce 1953 se zúčastnila korunovace své tety, královny Alžběty II. V Londýně poznala prince Tomislava, člena vyhnané jugoslávské královské rodiny.

## Manželství
5. června 1957 se provdala za prince Tomislava, mladšího bratra bývalého jugoslávského krále Petra II. Občanský sňatek se konal v Salemu, následován 6. června luteránským a srbským pravoslavným. Mezi hosty byli princ Philip, vévoda z Edinburghu a bývalý bulharský car Simeon II. Markéta měla s Tomislavem dvě děti:
- Nikola (* 15. března 1958, Londýn); 30. srpna 1992 se v Dánsku oženil s Ljiljanou Licaninovou (nar. 12. prosince 1957, Zemun, Srbsko). Měli spolu jednu dceru:
  - Marija (* 31. srpna 1993, Bělehrad)
- Katarina Jugoslávská (* 28. listopadu 1959, Londýn); v roce 1987 se provdala za sira Desmonda Lorenza de Silva (nar. 13. prosince 1939, Srí Lanka), s nímž se v roce 2010 rozvedla. Měli spolu jednu dceru. Kateřina pracovala v Public relations.
  - Viktorie Marie Esme de Silva (* 6. září 1991)

Pár se usadil ve Spojeném království a vedl ovocnou farmu u Billinghurstu v Sussexu. V roce 1981 se rozvedli.

## Pozdější léta
Po smrti Lady Kateřiny Brandramové v roce 2007 se stala nejvyšším žijícím potomkem královny Viktorie v přímé ženské linii.
Princezna Markéta zemřela ve Farnhamu, Surrey, 15. ledna 2013, po dlouhé nemoci. Pohřeb se konal v srbském pravoslavném kostele Svatého Sávy v Notting Hillu 24. ledna 2013. Mezi smutečními hosty byl její strýc vévoda z Edinburghu, řecká králova Anna Marie a jugoslavský korunní princ Alexandr. Princezna Markéta byla pohřbena na rodinném hřbitově ve Stefansfeldu u německého Bádenu 28. ledna 2013.

## Vývod z předků
|                  |                                     |  |                     |                                |  |  |  |  |  |  |  | Leopold I. Bádenský |
|                  |                                     |  |                     |                                |  |  |  |  |  |  |  |                     |
|                  | Vilém Bádenský                      |  |                     |                                |  |  |  |  |  |  |  |                     |
|                  |                                     |  |                     |                                |  |  |  |  |  |  |  |                     |
|                  |                                     |  |                     | Žofie Vilemína Švédská         |  |  |  |  |  |  |  |                     |
|                  |                                     |  |                     |                                |  |  |  |  |  |  |  |                     |
|                  | Maxmilián Bádenský                  |  |                     |                                |  |  |  |  |  |  |  |                     |
|                  |                                     |  |                     |                                |  |  |  |  |  |  |  |                     |
|                  |                                     |  |                     | Maximilian de Beauharnais      |  |  |  |  |  |  |  |                     |
|                  |                                     |  |                     |                                |  |  |  |  |  |  |  |                     |
|                  | Marie Maxmilianovna z Leuchtenbergu |  |                     |                                |  |  |  |  |  |  |  |                     |
|                  |                                     |  |                     |                                |  |  |  |  |  |  |  |                     |
|                  |                                     |  |                     | Marie Nikolajevna Ruská        |  |  |  |  |  |  |  |                     |
|                  |                                     |  |                     |                                |  |  |  |  |  |  |  |                     |
|                  | Berthold Bádenský                   |  |                     |                                |  |  |  |  |  |  |  |                     |
|                  |                                     |  |                     |                                |  |  |  |  |  |  |  |                     |
|                  |                                     |  |                     | Jiří V. Hannoverský            |  |  |  |  |  |  |  |                     |
|                  |                                     |  |                     |                                |  |  |  |  |  |  |  |                     |
|                  | Ernest Augustus Hannoverský         |  |                     |                                |  |  |  |  |  |  |  |                     |
|                  |                                     |  |                     |                                |  |  |  |  |  |  |  |                     |
|                  |                                     |  |                     | Marie Sasko-Altenburská        |  |  |  |  |  |  |  |                     |
|                  |                                     |  |                     |                                |  |  |  |  |  |  |  |                     |
|                  | Marie Luisa Hannoverská             |  |                     |                                |  |  |  |  |  |  |  |                     |
|                  |                                     |  |                     |                                |  |  |  |  |  |  |  |                     |
|                  |                                     |  |                     | Kristián IX. Dánský            |  |  |  |  |  |  |  |                     |
|                  |                                     |  |                     |                                |  |  |  |  |  |  |  |                     |
|                  | Thyra Dánská                        |  |                     |                                |  |  |  |  |  |  |  |                     |
|                  |                                     |  |                     |                                |  |  |  |  |  |  |  |                     |
|                  |                                     |  |                     | Luisa Hesensko-Kasselská       |  |  |  |  |  |  |  |                     |
|                  |                                     |  |                     |                                |  |  |  |  |  |  |  |                     |
| Markéta Bádenská |                                     |  |                     |                                |  |  |  |  |  |  |  |                     |
|                  |                                     |  |                     |                                |  |  |  |  |  |  |  |                     |
|                  |                                     |  | Kristián IX. Dánský |                                |  |  |  |  |  |  |  |                     |
|                  |                                     |  |                     |                                |  |  |  |  |  |  |  |                     |
|                  | Jiří I. Řecký                       |  |                     |                                |  |  |  |  |  |  |  |                     |
|                  |                                     |  |                     |                                |  |  |  |  |  |  |  |                     |
|                  |                                     |  |                     | Luisa Hesensko-Kasselská       |  |  |  |  |  |  |  |                     |
|                  |                                     |  |                     |                                |  |  |  |  |  |  |  |                     |
|                  | Ondřej Řecký a Dánský               |  |                     |                                |  |  |  |  |  |  |  |                     |
|                  |                                     |  |                     |                                |  |  |  |  |  |  |  |                     |
|                  |                                     |  |                     | Konstantin Nikolajevič Ruský   |  |  |  |  |  |  |  |                     |
|                  |                                     |  |                     |                                |  |  |  |  |  |  |  |                     |
|                  | Olga Konstantinovna Romanovová      |  |                     |                                |  |  |  |  |  |  |  |                     |
|                  |                                     |  |                     |                                |  |  |  |  |  |  |  |                     |
|                  |                                     |  |                     | Alexandra Sasko-Altenburská    |  |  |  |  |  |  |  |                     |
|                  |                                     |  |                     |                                |  |  |  |  |  |  |  |                     |
|                  | Teodora Řecká a Dánská              |  |                     |                                |  |  |  |  |  |  |  |                     |
|                  |                                     |  |                     |                                |  |  |  |  |  |  |  |                     |
|                  |                                     |  |                     | Alexandr Hesensko-Darmstadtský |  |  |  |  |  |  |  |                     |
|                  |                                     |  |                     |                                |  |  |  |  |  |  |  |                     |
|                  | Ludvík z Battenbergu                |  |                     |                                |  |  |  |  |  |  |  |                     |
|                  |                                     |  |                     |                                |  |  |  |  |  |  |  |                     |
|                  |                                     |  |                     | Julie von Hauke                |  |  |  |  |  |  |  |                     |
|                  |                                     |  |                     |                                |  |  |  |  |  |  |  |                     |
|                  | Alice z Battenbergu                 |  |                     |                                |  |  |  |  |  |  |  |                     |
|                  |                                     |  |                     |                                |  |  |  |  |  |  |  |                     |
|                  |                                     |  |                     | Ludvík IV. Hesenský            |  |  |  |  |  |  |  |                     |
|                  |                                     |  |                     |                                |  |  |  |  |  |  |  |                     |
|                  | Viktorie Hesensko-Darmstadtská      |  |                     |                                |  |  |  |  |  |  |  |                     |
|                  |                                     |  |                     |                                |  |  |  |  |  |  |  |                     |
|                  |                                     |  |                     | Alice Sasko-Koburská           |  |  |  |  |  |  |  |                     |
|                  |                                     |  |                     |                                |  |  |  |  |  |  |  |                     |